# Premios Deportivos Provinciales de la Diputación de Alicante
Los Premios Deportivos Provinciales de la Diputación de Alicante son unos galardones deportivos otorgados desde el año 1980 por la Diputación Provincial de Alicante y la Asociación de la Prensa Deportiva de Alicante. Se entregan en la Gala Provincial del Deporte, organizada anualmente por el Área de Deportes de la Diputación. Junto con el Trofeo Ayuntamiento de Alicante, es el Premio deportivo más importante de la Provincia de Alicante.
Las deportistas femeninas con más Premios son: Isabel Fernández Gutiérrez (10), Miriam Blasco (4) y Alejandra Quereda (4), mientras que los deportistas masculinos más premiados son Francisco Sánchez Luna, Juan Escarré y Nico Terol (3).

## Bases
Según indica la segunda disposición de las bases de los galardones, "Podrán concurrir a estos Premios, los Deportistas, Técnicos Deportivos, naturales de la Provincia de Alicante, o los que acrediten su residencia continuada en la misma, al menos en los tres últimos años; los Clubes Deportivos que, legalmente constituidos e inscritos en el registro correspondiente, estén radicados en la Provincia de Alicante, desarrollen una o varias disciplinas deportivas y se hallen adscritos a la correspondiente Federación".
En la actualidad, los Premios constan de un total de 7 categorías. Hasta el año 2016, cada categoría, con excepción de la Mención Especial, contaba con 3 finalistas, a los cuales se les entregaba una placa conmemorativa. Los Premios de 6 de las categorías están dotados con un importe económico y un trofeo, mientras que el ganador de la Mención Especial recibe una placa conmemorativa. La categorías actuales son las siguientes:
- Premio al Mejor Deportista Masculino.
- Premio a la Mejor Deportista Femenina.
- Premio al Mejor Club Deportivo de la Provincia.
- Premio al Mejor Deportista Discapacitado.
- Premio al Mejor Deportista Promesa ("Premio Antonio Cutillas").
- Premio al Mejor Técnico Deportivo.
- Mención Especial.

## Deportistas con más premios

### Mejor Deportista Femenina

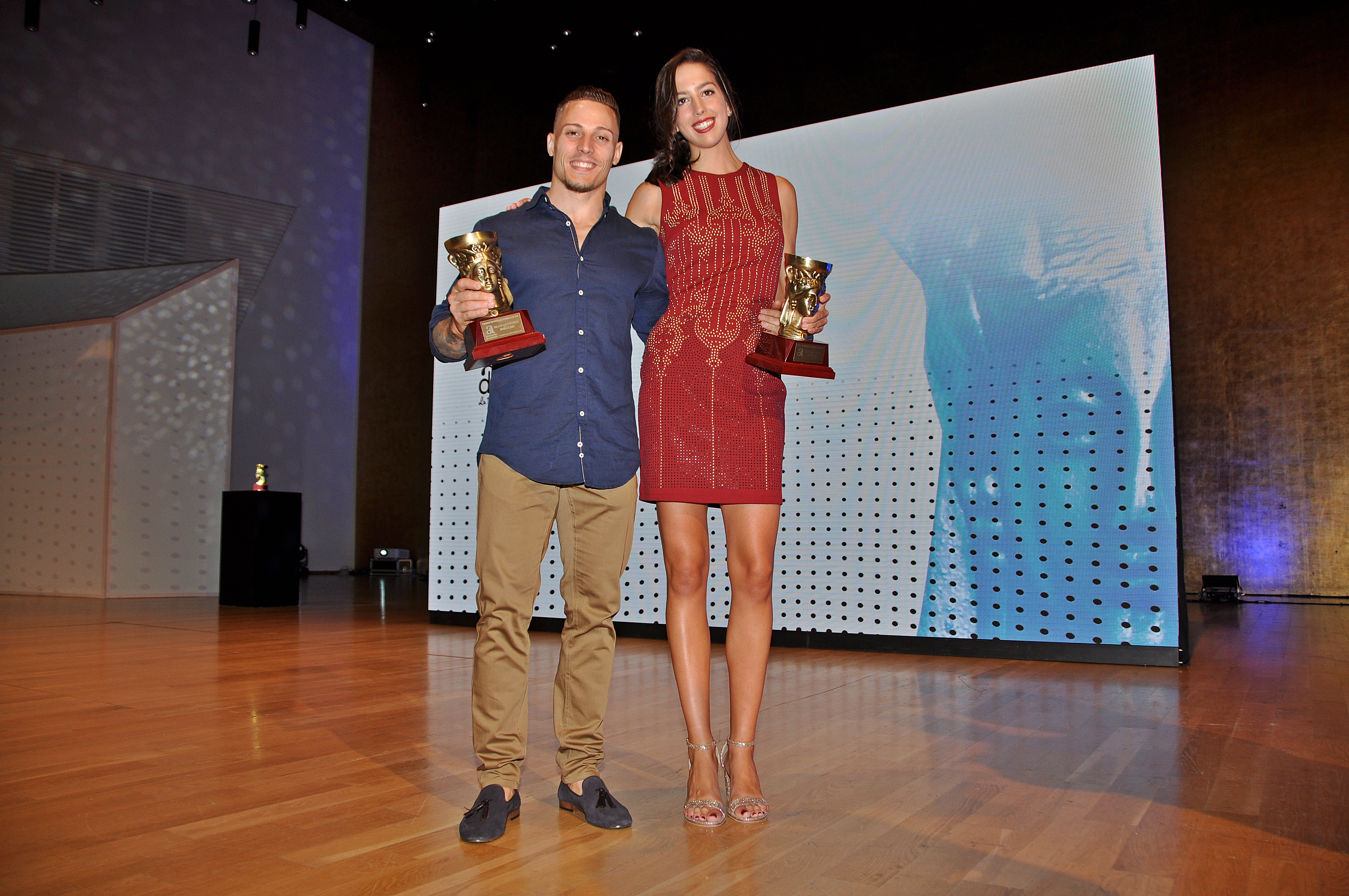
Los gimnastas Néstor Abad y Alejandra Quereda, mejores deportistas en la Gala Provincial del Deporte 2016 (2017).

|    | Deportista        | Deporte          | Premios | Años                                                       |
| -- | ----------------- | ---------------- | ------- | ---------------------------------------------------------- |
| 1. | Isabel Fernández  | Judo             | 10      | 1994, 1997, 1998, 1999, 2000, 2001, 2002, 2003, 2004, 2007 |
| 2. | Miriam Blasco     | Judo             | 4       | 1989, 1990, 1991, 1992                                     |
| 3. | Alejandra Quereda | Gimnasia rítmica | 4       | 2013, 2014, 2015, 2016                                     |
| 4. | Maisa Lloret      | Gimnasia rítmica | 2       | 1987, 1988                                                 |
| 5. | Asunción Limiñana | Vela             | 2       | 2005, 2006                                                 |
| 6. | Eva María Naranjo | Kick boxing      | 2       | 2009, 2010                                                 |
| 7. | Laura Kim         | Taekwondo        | 2       | 2008, 2011                                                 |

### Mejor Deportista Masculino
|    | Deportista             | Deporte      | Premios | Años             |
| -- | ---------------------- | ------------ | ------- | ---------------- |
| 1. | Francisco Sánchez Luna | Vela         | 3       | 1988, 1992, 1993 |
| 2. | Juan Escarré           | Hockey       | 3       | 1996, 1998, 2004 |
| 3. | Nico Terol             | Motociclismo | 3       | 2008, 2009, 2011 |
| 4. | Javier Arqués          | Atletismo    | 2       | 1980, 1985       |
| 5. | Sergio Cardell         | Judo         | 2       | 1981, 1986       |
| 6. | José Manuel Albentosa  | Atletismo    | 2       | 1984, 1987       |
| 7. | Julio Alberto Amores   | Ciclismo     | 2       | 2014, 2015       |

## Palmarés 1980 - 2002
1980

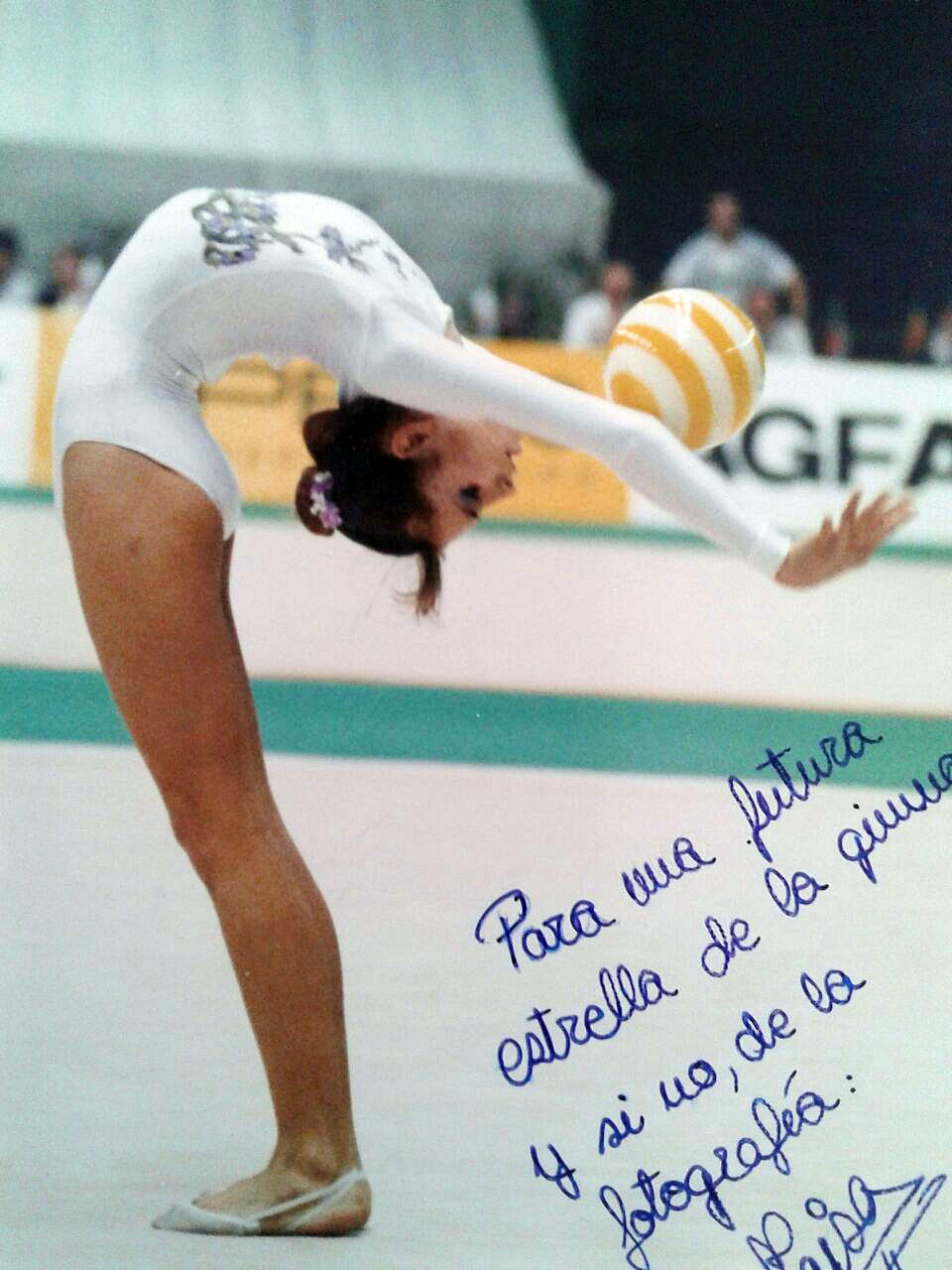
Maisa Lloret.

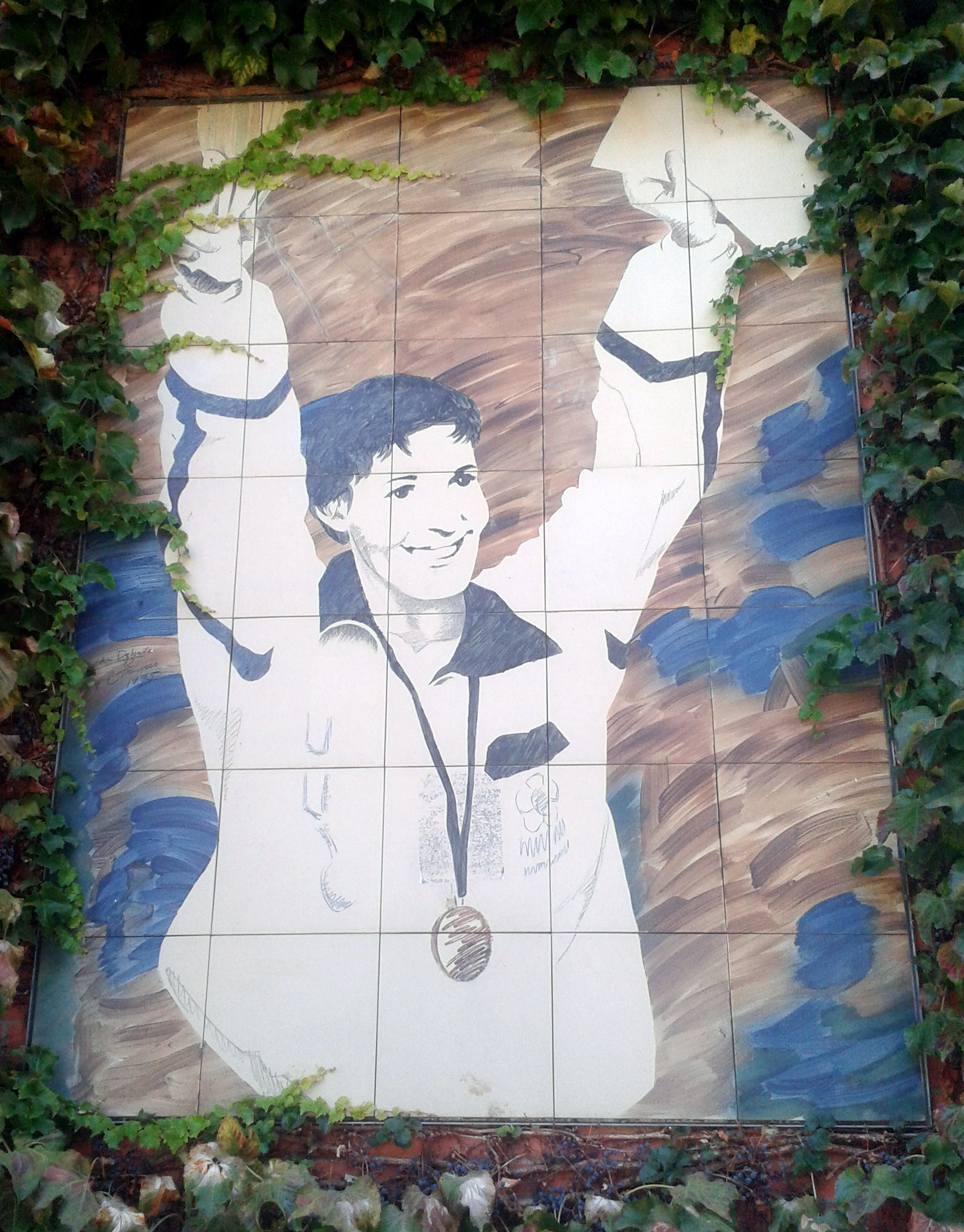
Miriam Blasco.

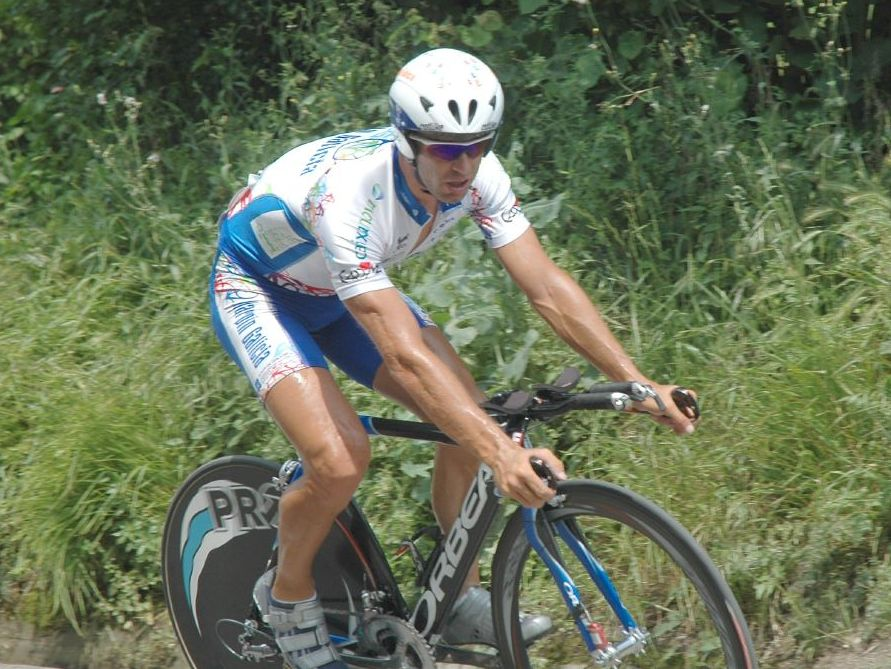
Santos González.

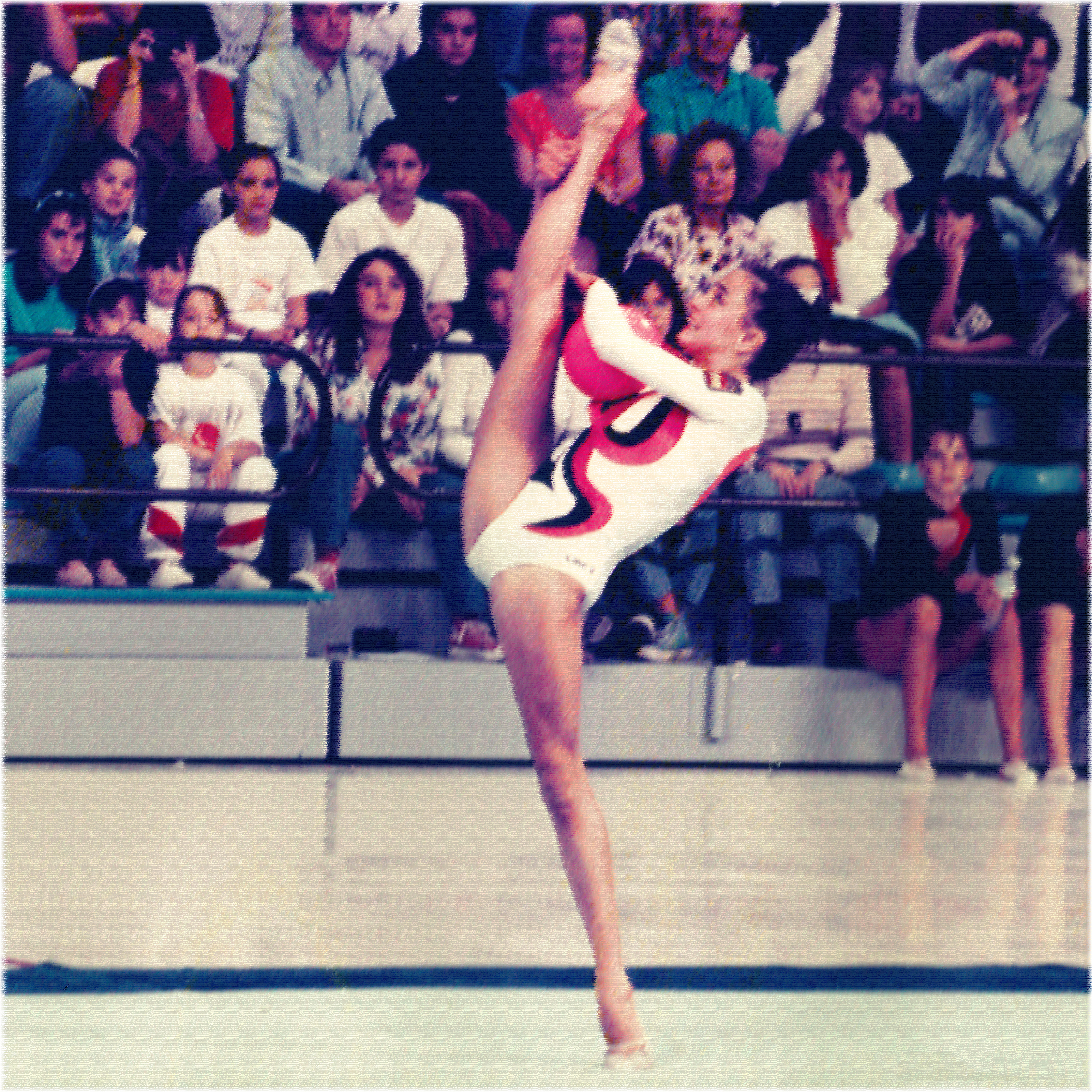
Carolina Pascual.

- Mejor Club Deportivo de la Provincia: Centro Deportivo Cucuch, Club Atletismo León de Campello, Club Deportivo Onil y Club Natación Bahía
- Mejor Deportista Masculino: José Javier Arqués Ferrer (Atletismo)
- Mejor Deportista Femenina: Ana Tormo Benito (Natación)

1981
- Mejor Club Deportivo de la Provincia: Club Baloncesto Calpe, Club Balonmano Petrer, Club Deportivo Agustinos Alicante, Club Natación Luis Asensi y Patín Alcodiam Salesiano de Alcoy
- Mejor Deportista Masculino: Sergio Cardell Rey (Judo)
- Mejor Deportista Femenina: Elena García López (Gimnasia rítmica)

1982
- Mejor Club Deportivo de la Provincia: Centro Deportivo Cucuch, Club Atlético Montemar, Club de Pilota La Vila, Club Deportivo La Torreta de Villajoyosa y Club Deportivo Onil
- Mejor Deportista Masculino: Domingo Ramón Menargues (Atletismo)
- Mejor Deportista Femenina: Miriam Carratalá Giménez (Salvamento)

1983
- Mejor Club Deportivo de la Provincia: C.D. Comarcal Costa Blanca de San Juan, Club Balonmano Almoradí, Club Deportes Arnauda, Club Gimnasia Alcoy El Pastoret y Club Voleibol Almoradí
- Mejor Deportista Masculino: Álvaro Crespo Giner (Remo)
- Mejor Deportista Femenina: Paloma Salsoso Asensio (Gimnasia)

1984
- Mejor Club Deportivo de la Provincia: Club Arquero Arch Contesta de Cocentaina, Club Baloncesto Jorge Juan, Club Deportivo Onil, Club Voleibol Almoradí y Villajoyosa Rugby Club
- Mejor Deportista Masculino: José Manuel Albentosa Ferrer (Atletismo)
- Mejor Deportista Femenina: Mónica Carratalá Giménez (Salvamento)

1985
- Mejor Club Deportivo de la Provincia: Club Natación de Denia, Club Atlético Montemar, Club Voleibol San Juan, Club Ajedrez Alcoy y C.D. Comarcal Costa Blanca de San Juan
- Mejor Deportista Masculino: José Javier Arqués Ferrer (Atletismo)
- Mejor Deportista Femenina: Nuria Salido Reyes (Gimnasia rítmica)

1986
- Mejor Club Deportivo de la Provincia: Centro Excursionista Eldense, Enebe de Tenis de Mesa y Judo Club Alicante
- Mejor Deportista Masculino:  Sergio Cardell Rey (Judo)
- Mejor Deportista Femenina: Nuria Carratalá Giménez (Salvamento)

1987
- Mejor Club Deportivo de la Provincia: Club Juventud Atlética de Elche, Club Tossal Alicante y Unión Ciclista Alcoy
- Mejor Deportista Masculino: José Manuel Albentosa Ferrer (Atletismo)
- Mejor Deportista Femenina: María Isabel Lloret Ivorra (Gimnasia rítmica)

1988
- Mejor Club Deportivo de la Provincia: Club Balonmano Unión Alicantina, Club Deportivo Onil y Club Voleibol Almoradí
- Mejor Deportista Masculino: Francisco Sánchez Luna (Vela)
- Mejor Deportista Femenina: María Isabel Lloret Ivorra (Gimnasia rítmica)

1989
- Mejor Club Deportivo de la Provincia: Club Voleibol Benidorm, Club Atlético Montemar y Judo Club Alicante
- Mejor Deportista Masculino: Luis López Pérez Luisake (Motociclismo)
- Mejor Deportista Femenina: Miriam Blasco Soto (Judo)

1990
- Mejor Club Deportivo de la Provincia: Centre Esportiu Colivenc, Club Atlético Montemar y Judo Club Alicante
- Mejor Deportista Masculino: Santos González Capilla (Ciclismo)
- Mejor Deportista Femenina: Miriam Blasco Soto (Judo)

1991
- Mejor Club Deportivo de la Provincia: Club Tossal Alicante (Atletismo)
- Mejor Ayuntamiento de la Provincia: Ayuntamiento de Alfaz del Pi
- Mejor Deportista Masculino: Luis Miguel González de la Vega (Billar)
- Mejor Deportista Femenina: Miriam Blasco Soto (Judo)

1992
- Mejor Club Deportivo de la Provincia: Club Balonmano Femenino Elda
- Mejor Ayuntamiento de la Provincia: Ayuntamiento de San Vicente del Raspeig
- Mejor Deportista Masculino: Francisco Sánchez Luna (Vela)
- Mejor Deportista Femenina: Miriam Blasco Soto (Judo)

1993
- Mejor Club Deportivo de la Provincia: Club Gimnasio Chamara de Elche (Gimnasia rítmica)
- Mejor Ayuntamiento de la Provincia: Ayuntamiento de Villena
- Mejor Deportista Masculino: Francisco Sánchez Luna (Vela)
- Mejor Deportista Femenina: Carolina Pascual Gracia (Gimnasia rítmica)

1994

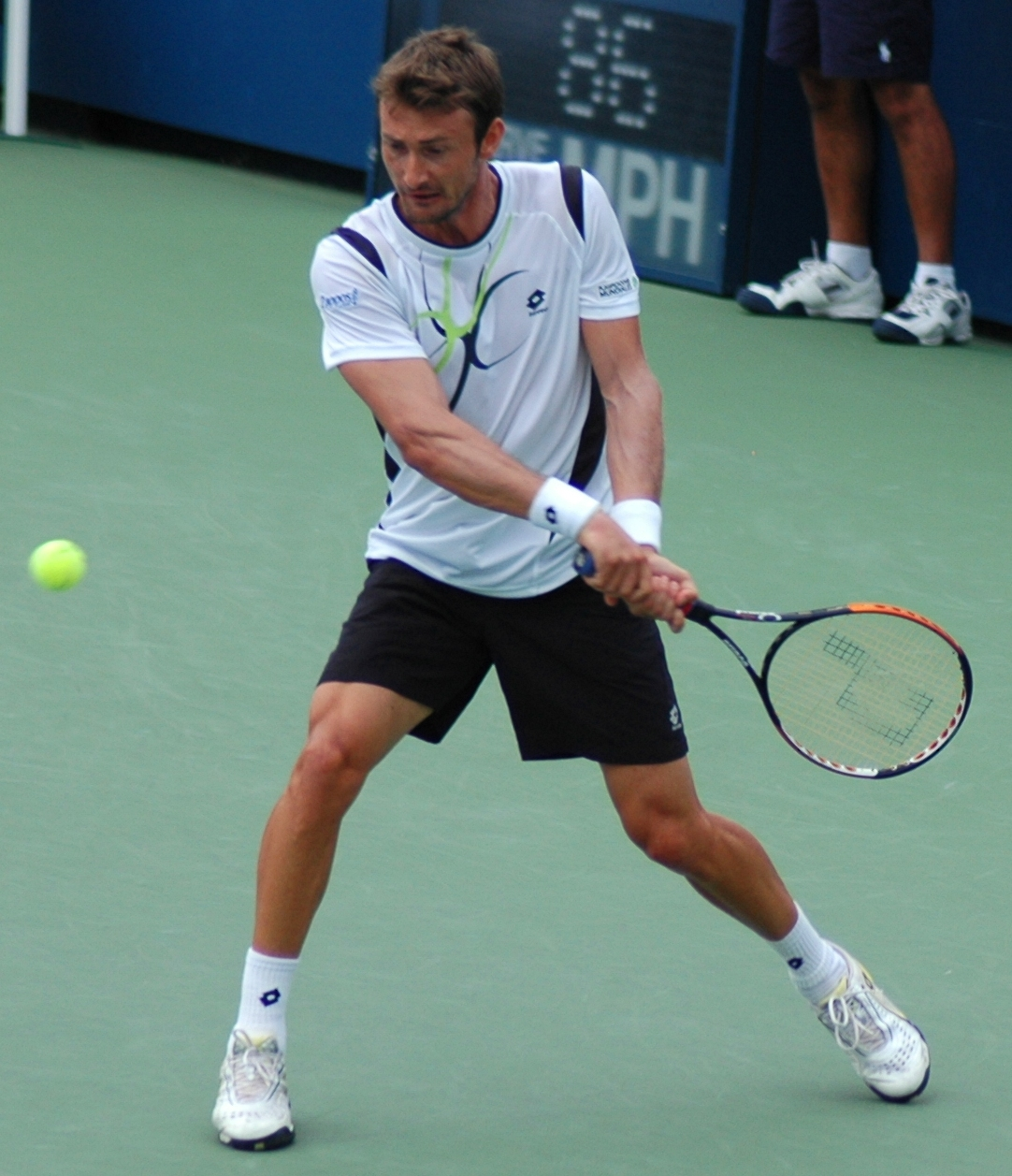
Juan Carlos Ferrero.

- Mejor Deportista Promesa ("Premio Antonio Cutillas"): Juan Carlos Ferrero (Tenis)
- Mejor Club Deportivo de la Provincia: Club Atlético Nadir de Alicante (Bádminton)
- Mejor Ayuntamiento de la Provincia: Ayuntamiento de San Juan de Alicante
- Mejor Deportista Masculino: Manuel Díaz Montava (Ciclismo)
- Mejor Deportista Femenina: Isabel Fernández Gutiérrez (Judo)

1995
- Mejor Deportista Promesa ("Premio Antonio Cutillas"): Iván Navarro Pastor (Tenis)
- Mejor Club Deportivo de la Provincia: Club Deportivo Santa Lucía de Alcoy
- Mejor Deportista Masculino: Juan Bautista Borja Jorro (Motociclismo)
- Mejor Deportista Femenina: Yolanda Soler Grajera (Judo)

1996
- Mejor Deportista Promesa ("Premio Antonio Cutillas"): Ana María Pérez Sánchez (Atletismo)
- Mejor Club Deportivo de la Provincia: Club Balonmano Femenino Elda
- Mejor Deportista Masculino: Juan Escarré Ureña (Hockey)
- Mejor Deportista Femenina: Marta Baldó Marín y Estela Giménez Cid (Gimnasia rítmica)

1997
- Mejor Deportista Promesa ("Premio Antonio Cutillas"): Rubén Martínez Macia (Petanca)
- Mejor Club Deportivo de la Provincia: Club Balonmano Altea
- Mejor Deportista Masculino: David Vicente Selles Algado (Motonáutica)
- Mejor Deportista Femenina: Isabel Fernández Gutiérrez (Judo)

1998

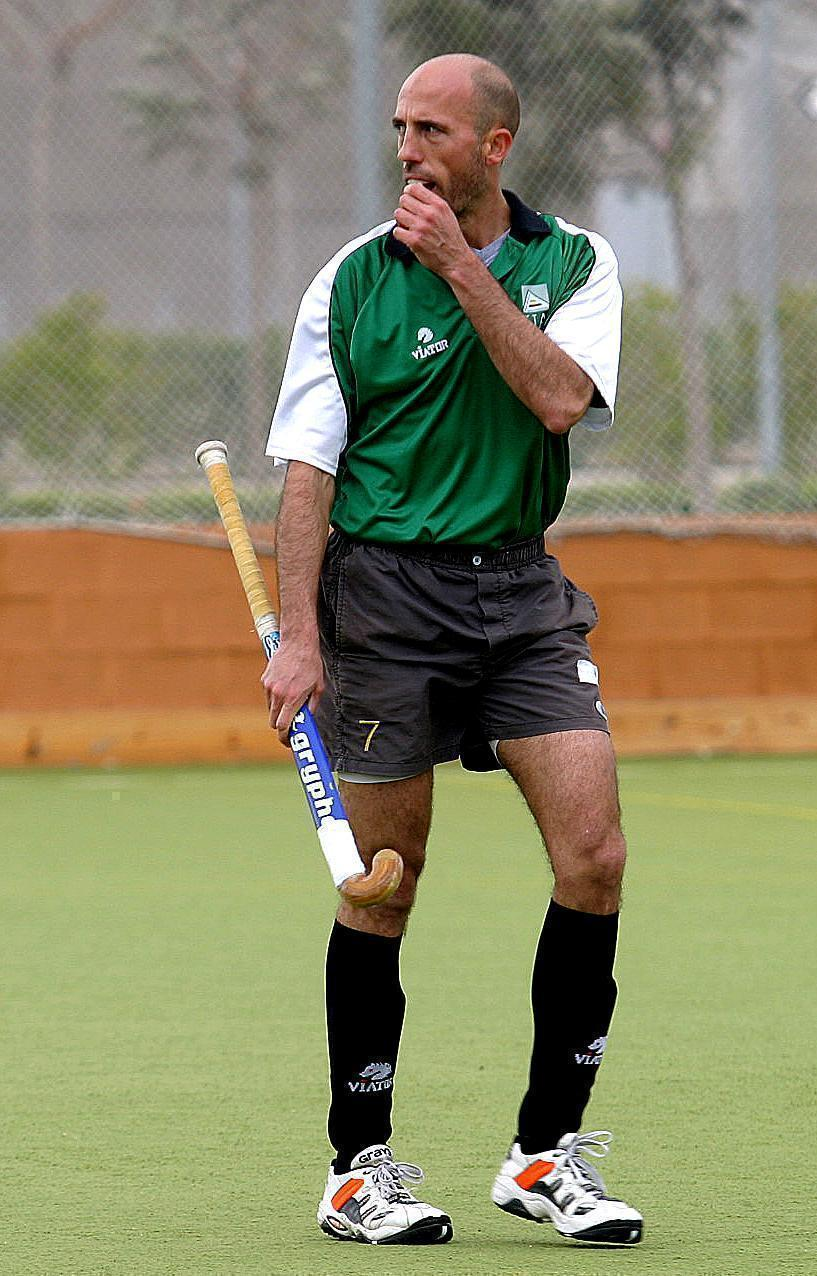
Juan Escarré.

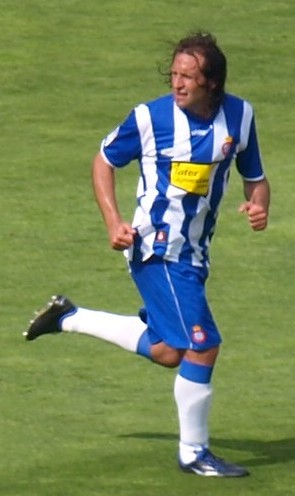
Francisco Rufete.

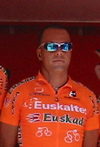
Aitor González.

- Mejor Deportista Profesional: Guillermo Amor Martínez (Fútbol)
- Mejor Club Profesional: Grupo Deportivo Kelme-Costa Blanca
- Mejor Deportista Promesa ("Premio Antonio Cutillas"): Jennifer Colino Guerra (Gimnasia rítmica)
- Mejor Club Deportivo de la Provincia: Club Balonmano Femenino Elda
- Mejor Deportista Masculino: Juan Escarré Ureña (Hockey)
- Mejor Deportista Femenina: Isabel Fernández Gutiérrez (Judo)

1999
- Mejor Deportista Profesional: Santos González Capilla (Ciclismo)
- Mejor Club Profesional: Elche Club de Fútbol
- Mejor Escuela Deportiva: Club Atlético Montemar (Gimnasia rítmica)
- Mejor Club Deportivo Escolar: Colegio Santa de Alcoy (Varias modalidades)
- Mejor Deportista Promesa ("Premio Antonio Cutillas"): Endika Cortijos Fernández (Judo)
- Mejor Club Deportivo de la Provincia: Judo Club Alicante
- Mejor Deportista Masculino: Manuel Candela Jiménez (Tiro con arco)
- Mejor Deportista Femenina: Isabel Fernández Gutiérrez (Judo)

2000
- Mejor Deportista Profesional: Francisco Joaquín Pérez Rufete (Fútbol)
- Mejor Club Profesional: Grupo Deportivo Kelme-Costa Blanca
- Mejor Escuela Deportiva: Escuela del Club Voleibol Almoradí
- Mejor Club Deportivo Escolar: Club Deportivo Salesianos Don Bosco
- Mejor Deportista Promesa ("Premio Antonio Cutillas"): Lara García Valor (Gimnasia artística)
- Mejor Técnico Deportivo: Vicente Belda Vicedo (Ciclismo)
- Mejor Club Deportivo de la Provincia: Club Baloncesto Lucentum Alicante
- Mejor Deportista con Discapacidad: Manuel Díaz Montava (Ciclismo)
- Mejor Deportista Masculino: Selección de pelota valenciana (Josep Antoni Martínez Asensi, John Giner Muñoz, Pedro Mengual Ferrer, José Vicente Oliver Moll y David Beneit Cerdán)
- Mejor Deportista Femenina: Isabel Fernández Gutiérrez (Judo)

2001
- Mejor Deportista Profesional: Francisco Joaquín Pérez Rufete (Fútbol)
- Mejor Club Profesional: Grupo Deportivo Kelme-Costa Blanca
- Mejor Escuela Deportiva: Judo Club Alicante
- Mejor Club Deportivo Escolar: Club Deportivo Agustinos Alicante
- Mejor Deportista Promesa ("Premio Antonio Cutillas"): Jennifer Colino Guerra (Gimnasia rítmica)
- Mejor Técnico Deportivo: Francisco Javier Alonso Sanz (Judo)
- Mejor Club Deportivo de la Provincia: Club Voleibol Elche
- Mejor Deportista con Discapacidad: Santiago José Sanz Quinto (Atletismo)
- Mejor Deportista Masculino: Arturo Ruiz López (Bádminton)
- Mejor Deportista Femenina: Isabel Fernández Gutiérrez (Judo)

2002
- Mejor Deportista Profesional: Aitor González Jiménez (Ciclismo)
- Mejor Club Profesional: Club Baloncesto Lucentum Alicante
- Mejor Escuela Deportiva: Club Baloncesto Femenino Akra Leuka de Alicante
- Mejor Club Deportivo Escolar: Colegio Público José María Paternina
- Mejor Deportista Promesa ("Premio Antonio Cutillas"): María del Mar Jover Pérez (Atletismo)
- Mejor Técnico Deportivo: José Francisco Aldeguer Valenzuela (Balonmano)
- Mejor Club Deportivo de la Provincia: Club Balonmano Femenino Elda
- Mejor Deportista con Discapacidad: Francisco Ángel Soriano San Martín (Tiro olímpico)
- Mejor Deportista Masculino: Pedro Antonio Esteso Herrera (Atletismo)
- Mejor Deportista Femenina: Isabel Fernández Gutiérrez (Judo)

## Palmarés 2003 - 2016
Se muestran los nombres de todos los finalistas, destacando los ganadores en negrita.
2003
- Mejor Escuela Deportiva: 
  - Ayuntamiento de Daya Nueva (Ganador)
  - Ayuntamiento de San Vicente del Raspeig
  - Judo Club Alicante
- Mejor Club Deportivo Escolar: 
  - Agrupación Deportiva Lope de Vega de Benidorm
  - Club Deportivo Agustinos Alicante (Ganador)
  - Club Deportivo Santa Ana de Alcoy

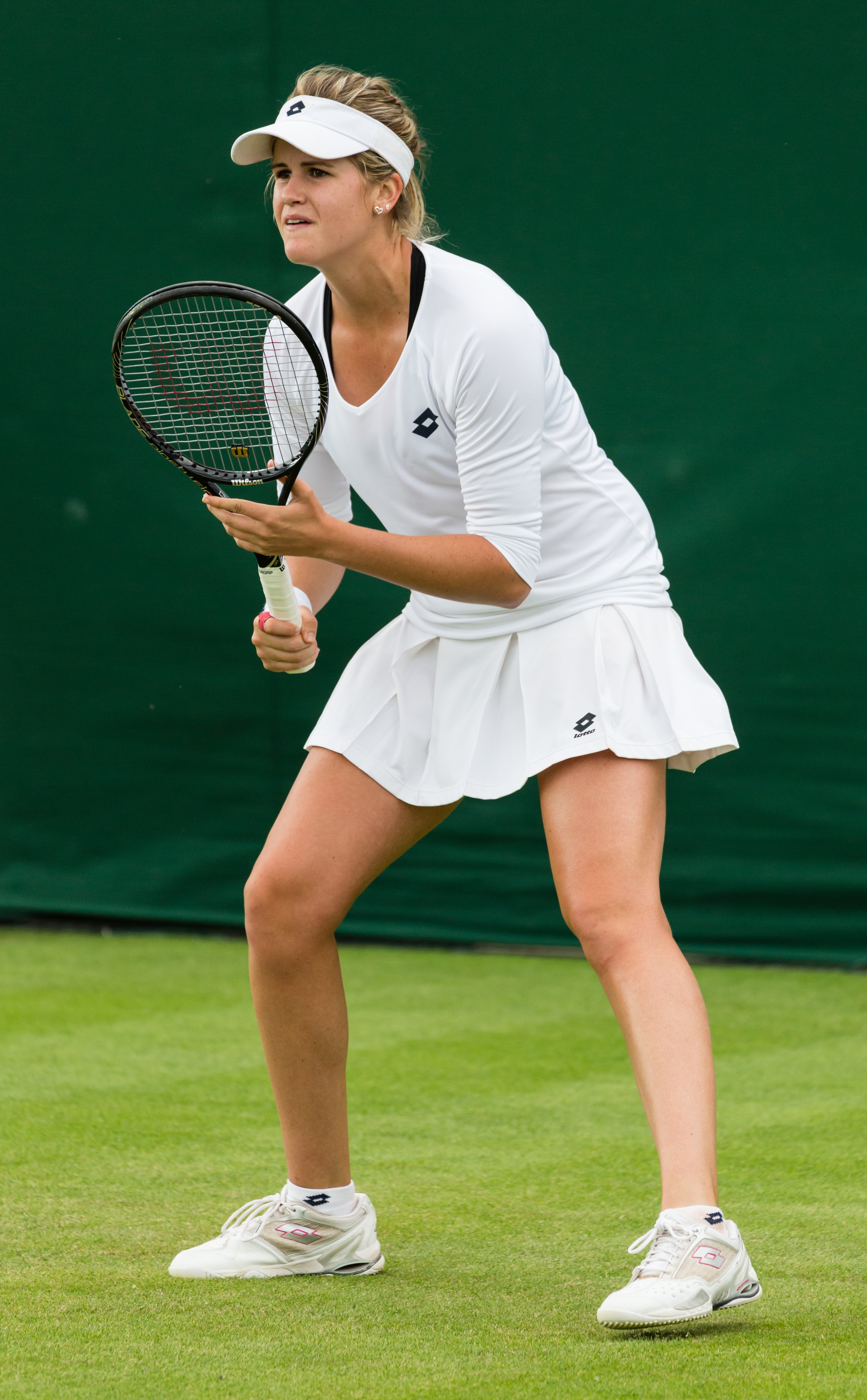
María Teresa Torró Flor.

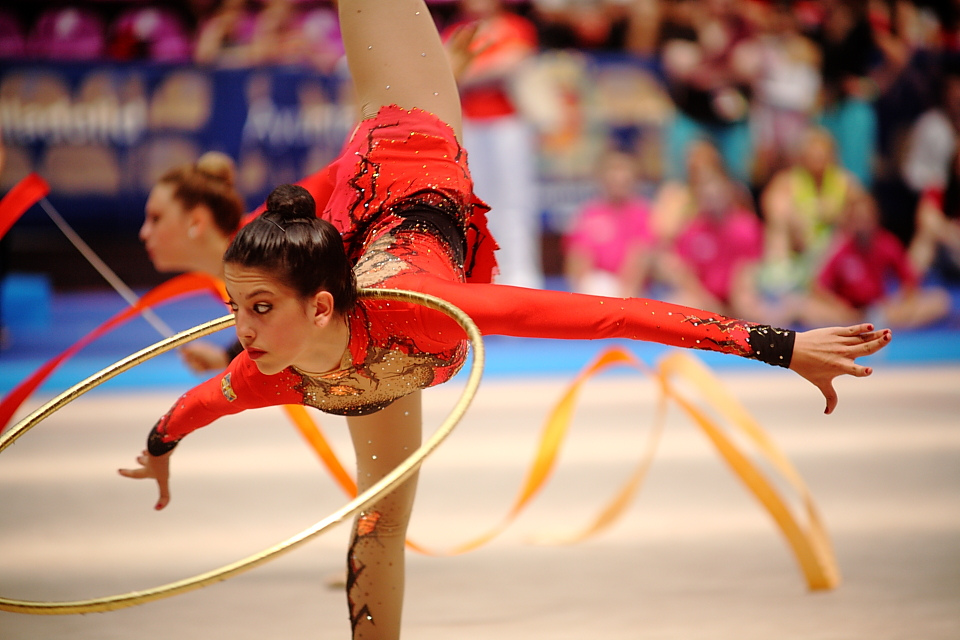
Alejandra Quereda.

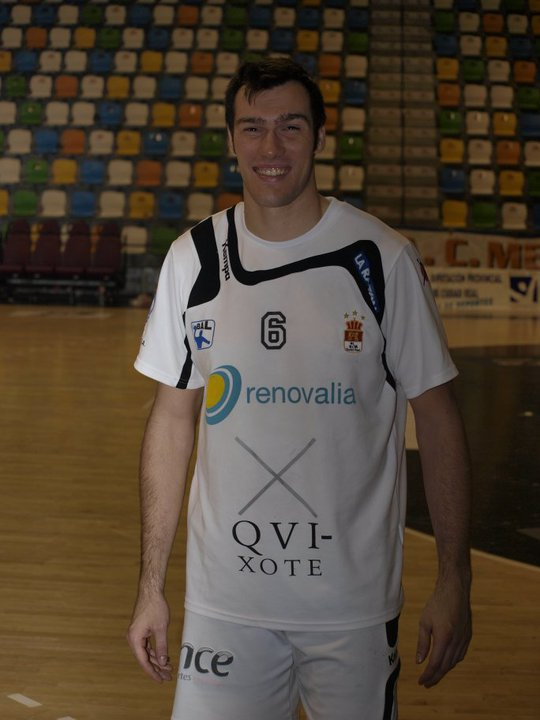
Isaías Guardiola.

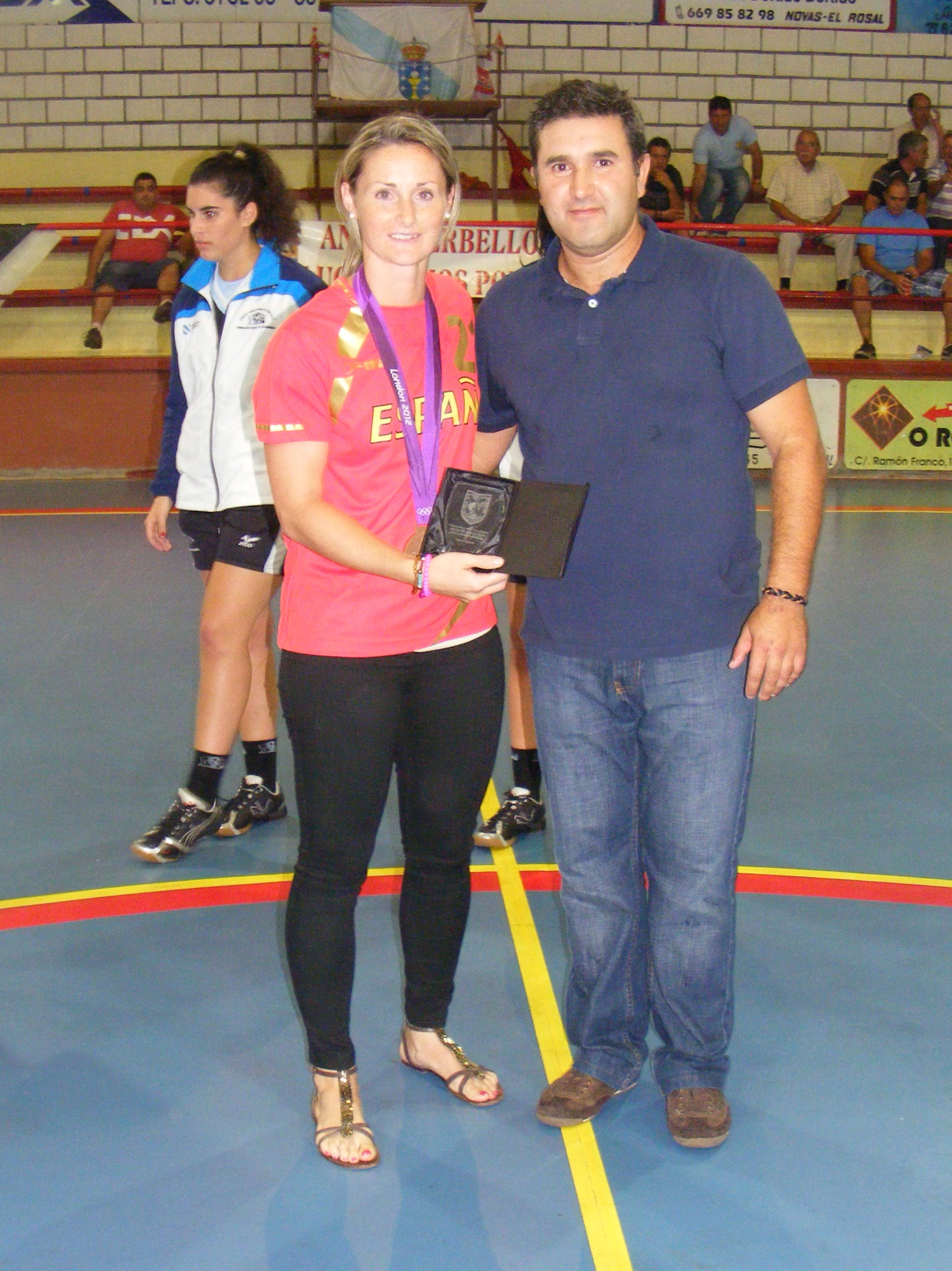
Vanesa Amorós.

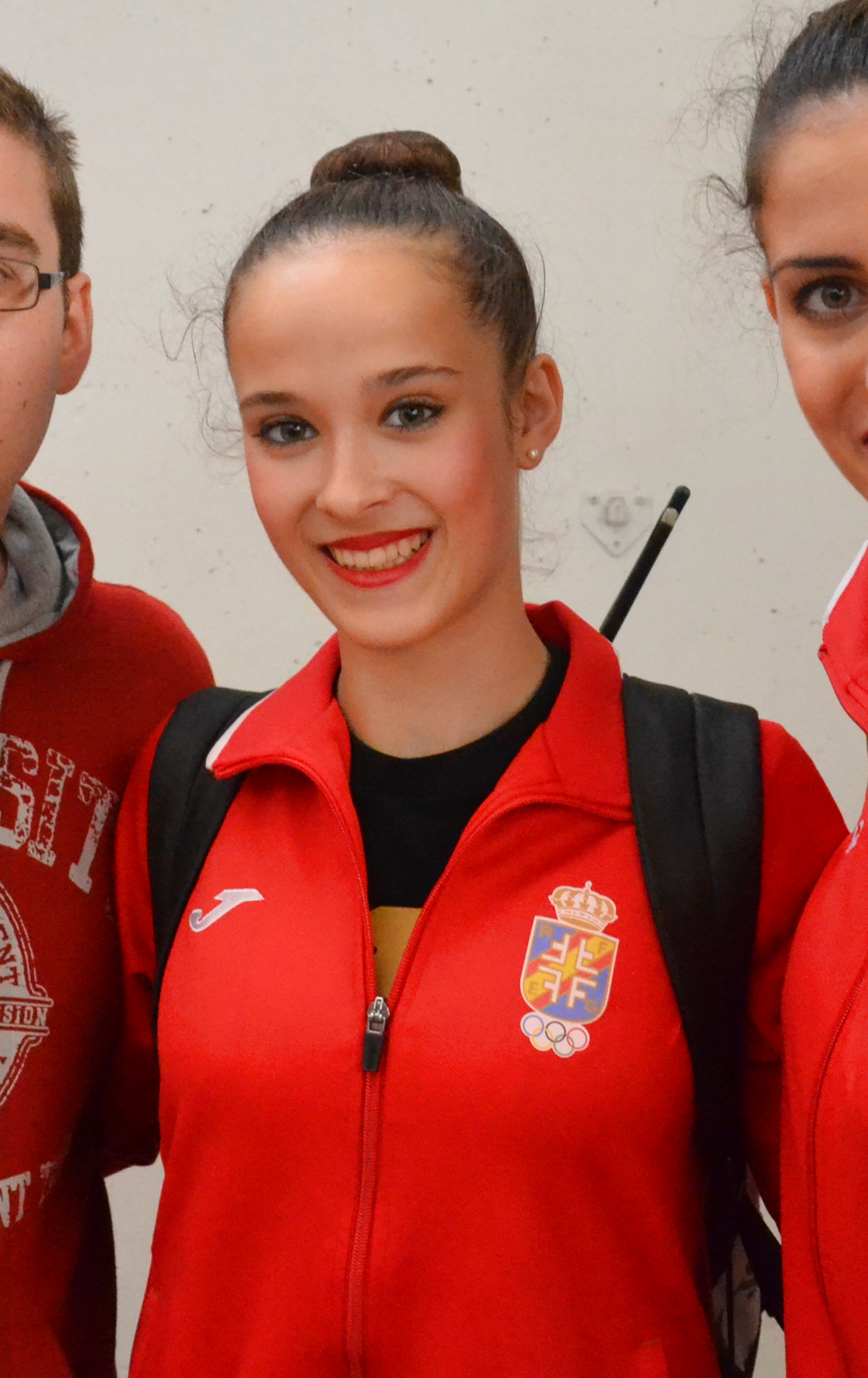
Claudia Heredia.

- Mejor Deportista Promesa ("Premio Antonio Cutillas"):
  - María del Mar Jover Pérez (Atletismo) (Ganadora)
  - Néstor Abad Sanjuán (Gimnasia artística)
  - Melania Llopis Casero (Gimnasia rítmica)
- Mejor Técnico Deportivo:
  - Francisco Javier Alonso Sanz (Judo)
  - Liberto Navalón Torres (Bádminton)
  - Óscar Novillo Mozos (Voleibol) (Ganador)

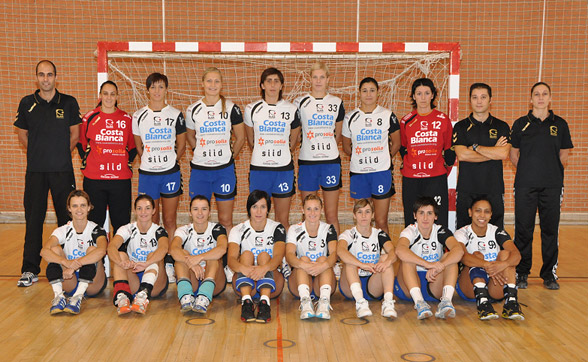
Plantilla del Club Balonmano Femenino Elda en la temporada 2009/2010.

- Mejor Club Deportivo de la Provincia: 
  - Club Balonmano Femenino Elda (Ganador)
  - Club Atletismo Benacantil Puerto de Alicante
  - Club Voleibol Elche

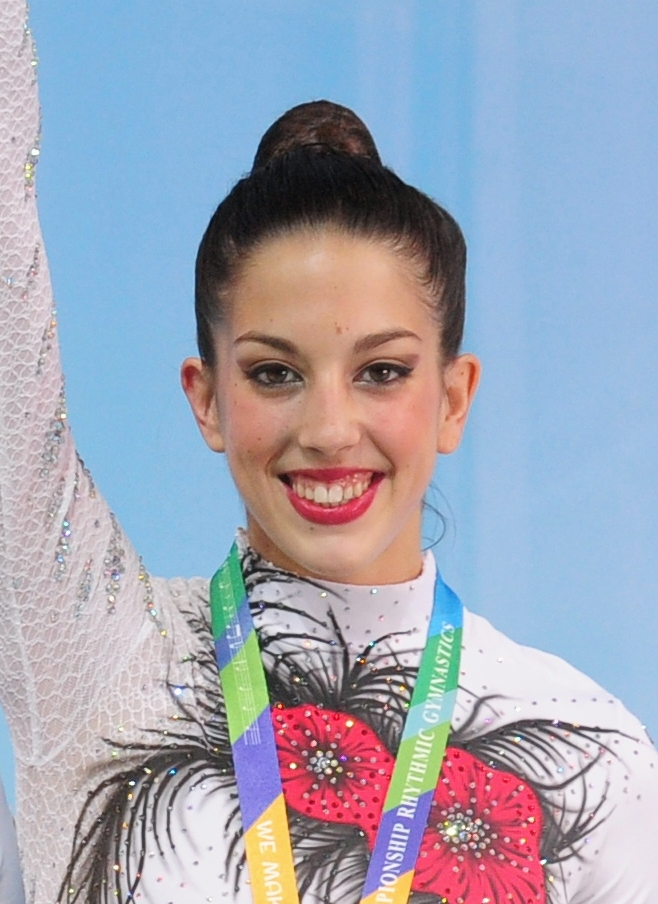
Alejandra Quereda.

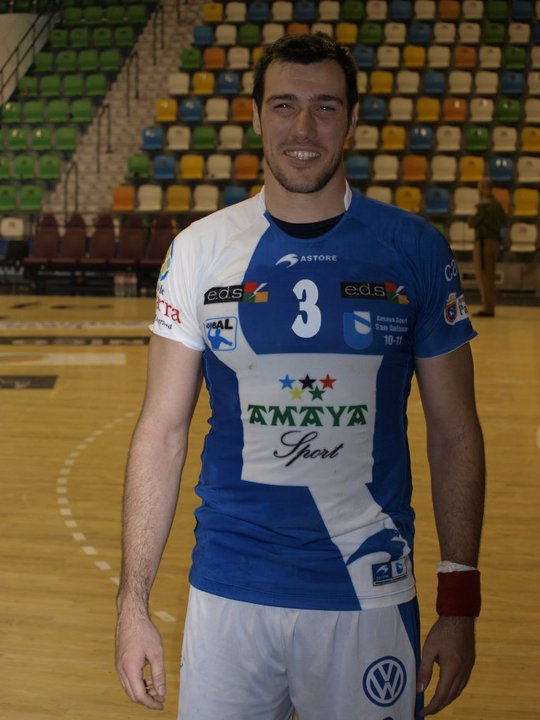
Gedeón Guardiola.

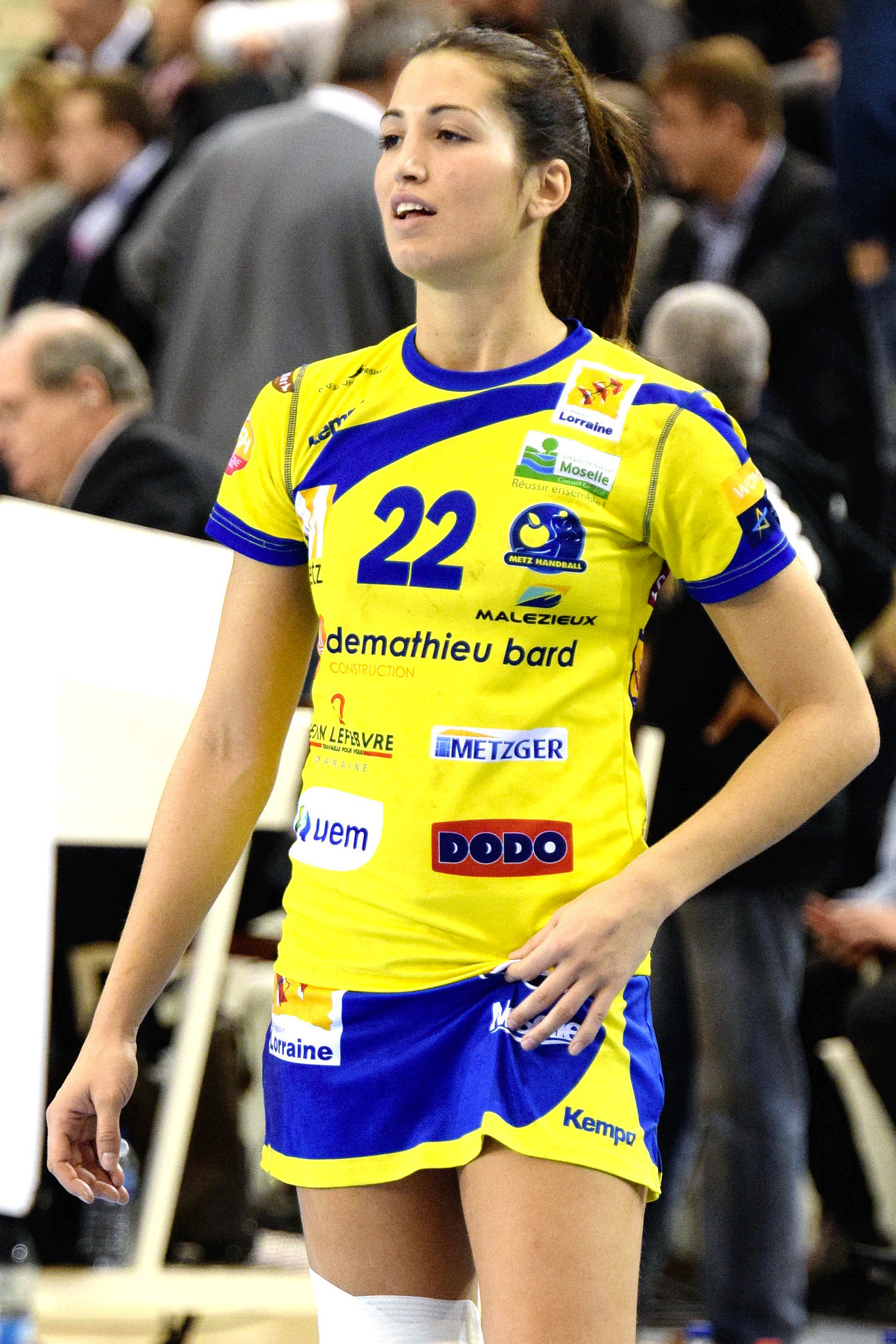
Lara González Ortega.

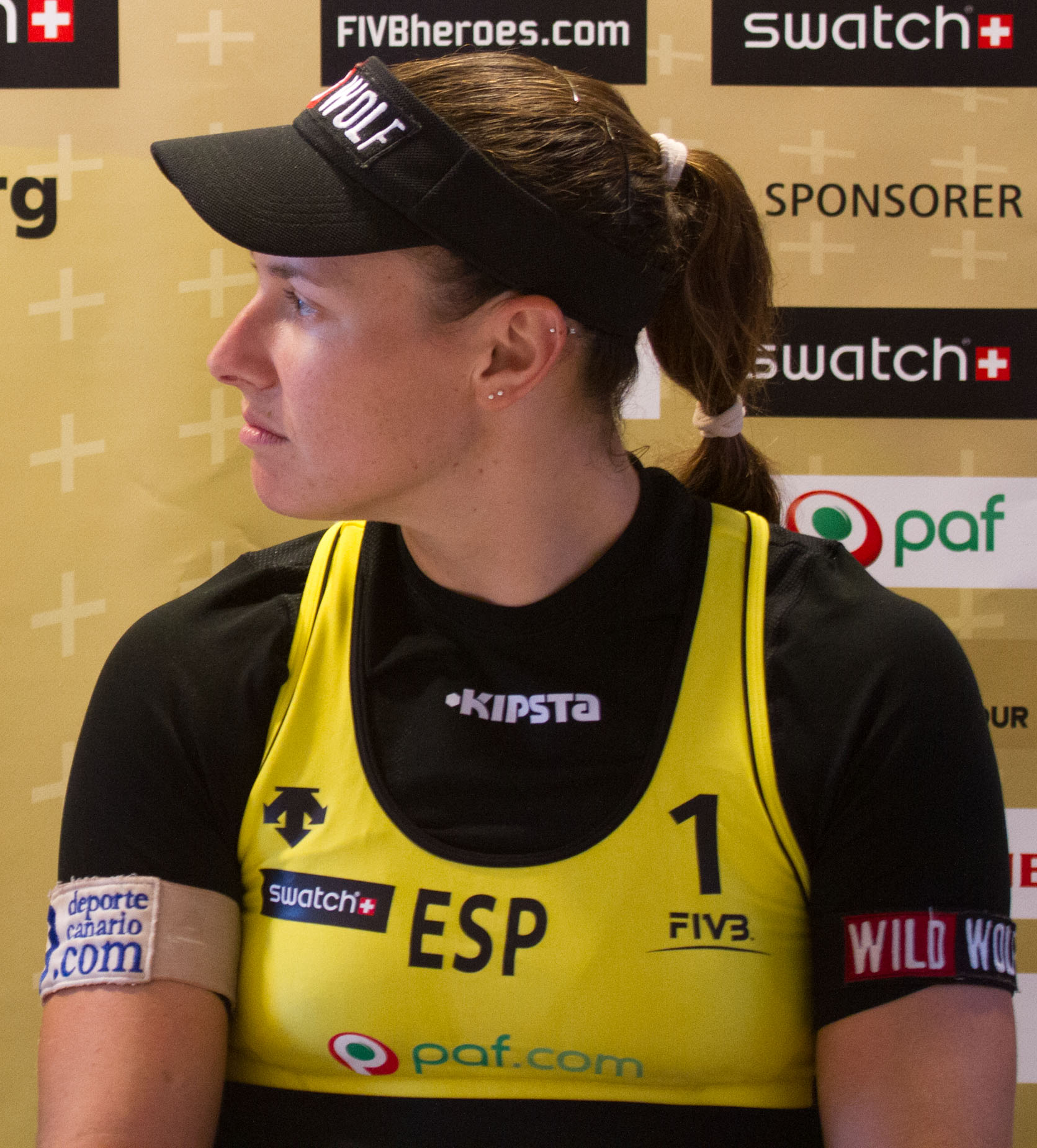
Liliana Fernández.

- Mejor Deportista con Discapacidad: 
  - Francisco Ángel Soriano San Martín (Tiro olímpico)
  - Santiago José Sanz Quinto (Atletismo) (Ganador)
  - Manuel Candela Jiménez (Tiro con arco)
- Mejor Deportista Masculino: 
  - Juan Escarré Ureña (Hockey)

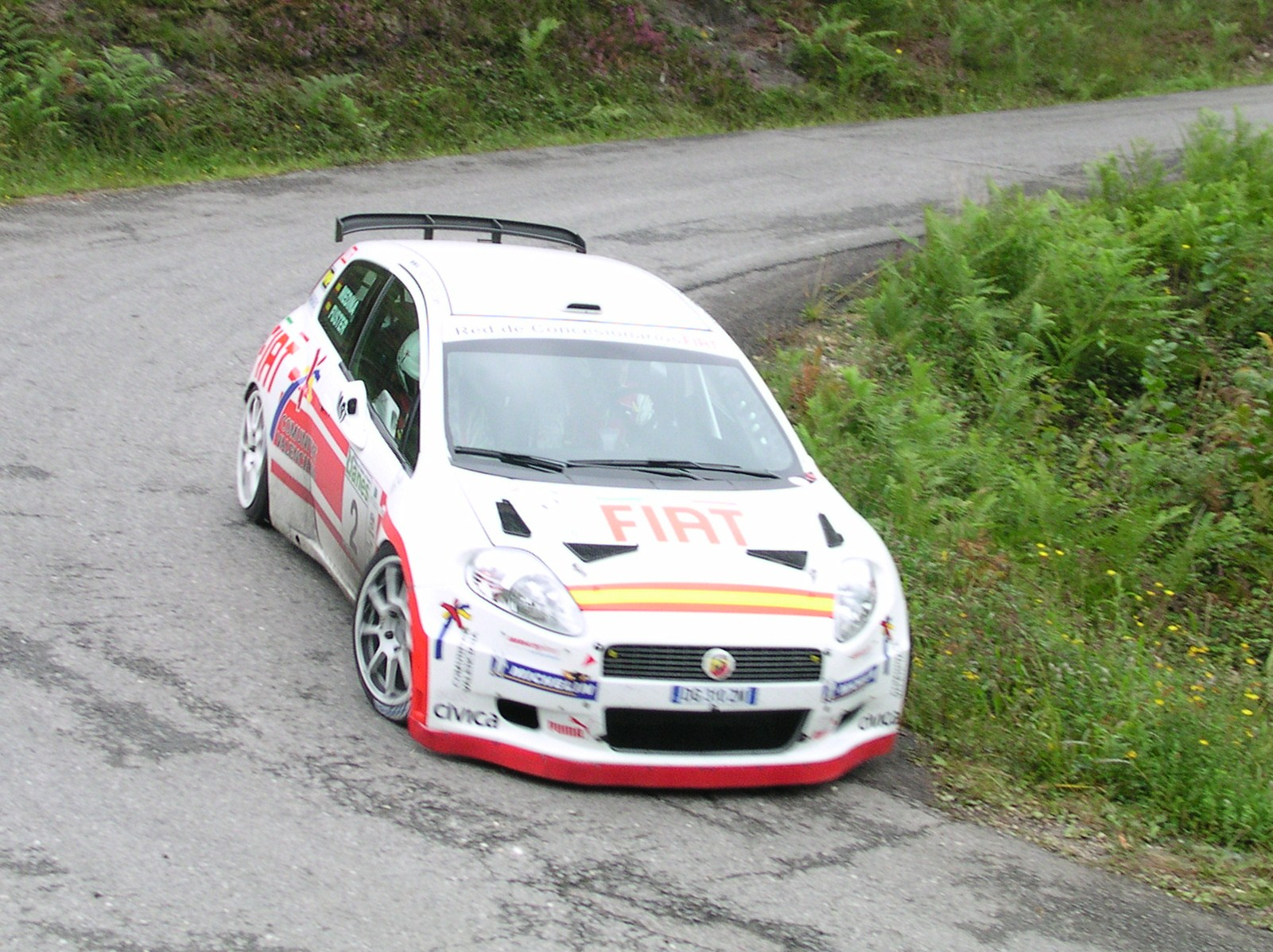
Miguel Ángel Fuster.

  - Miguel Ángel Fuster Martínez (Automovilismo) (Ganador)
  - Iván Pastor Lafuente (Vela)

- Mejor Deportista Femenina:

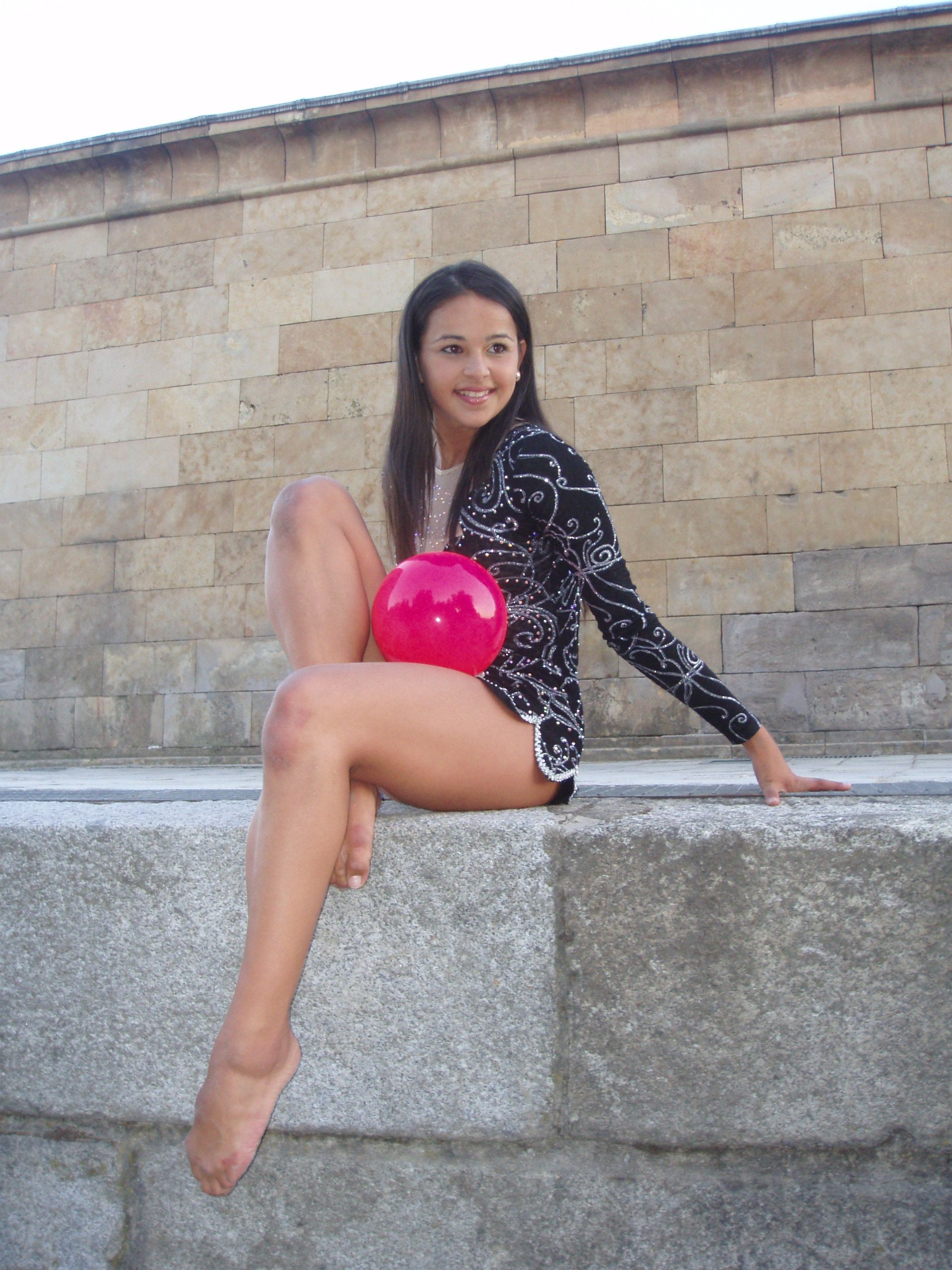
Jennifer Colino.

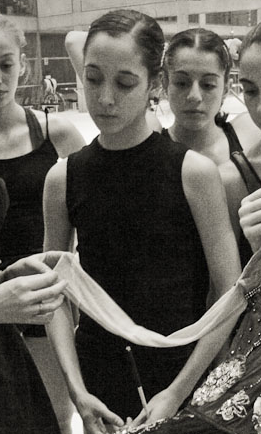
Isabel Pagán.

  - Isabel Fernández Gutiérrez (Judo) (Ganadora)
  - Jennifer Colino Guerra (Gimnasia rítmica)
  - Dolores Marco Gómez (Bádminton)

2004
- Mejor Escuela Deportiva: 
  - Villajoyosa Rugby Club (Ganador)
  - Ayuntamiento de San Vicente del Raspeig
  - Ayuntamiento de Alfaz del Pi
- Mejor Club Deportivo Escolar:
  - Agrupación Deportiva Lope de Vega de Benidorm
  - Club Deportivo Jesús María de Alicante (Ganador)
  - Club Deportivo Santa Ana de Alcoy
- Mejor Deportista Promesa ("Premio Antonio Cutillas"): 
  - María del Mar Jover Pérez (Atletismo) (Ganadora)
  - Sergio Ortín Molina (Tenis)
  - José Luis Valero Barceló (Patinaje artístico sobre ruedas)
- Mejor Técnico Deportivo: 
  - Ángel Sandoval Quesada (Balonmano) (Ganador)
  - Rosa Menor Lucas (Gimnasia rítmica)
  - Carlos Navarro Abad (Fútbol sala)
- Mejor Club Deportivo de la Provincia: 
  - Club Balonmano Femenino Elda
  - Patín Alcodiam Salesiano
  - Club Femesala Elche (Ganador)
- Mejor Deportista con Discapacidad: 
  - José López Ramírez (Fútbol para ciegos)
  - Santiago José Sanz Quinto (Atletismo) (Ganador)
  - Joaquín Quero García (Vela)
- Mejor Deportista Masculino:
  - Juan Escarré Ureña (Hockey) (Ganador)
  - Álvaro Lozano Rico (Motocross)
  - Sergio Rodríguez Vicente (Triatlón)

- Mejor Deportista Femenina:
  - Isabel Fernández Gutiérrez (Judo) (Ganadora)
  - Isabel Pagán Navarro (Gimnasia rítmica)
  - Melania Llopis Casero (Gimnasia rítmica)

2005
- Mejor Escuela Deportiva: 
  - Escuela de gimnasia rítmica del Club Atlético Montemar
  - Ayuntamiento de San Vicente del Raspeig
  - Ayuntamiento de Alfaz del Pi (Ganador)
- Mejor Club Deportivo Escolar:
  - Club Deportivo Agustinos Alicante
  - Club Deportivo Jesús María de Alicante
  - Club Deportivo Santa Ana de Alcoy (Ganador)
- Mejor Deportista Promesa ("Premio Antonio Cutillas"): 
  - María del Mar Jover Pérez (Atletismo)
  - Carlos Boluda Purkiss (Tenis) (Ganador)
  - Laura Ruiz López (Voleibol)
- Mejor Técnico Deportivo: 
  - Vicente Pérez Ros (Voleibol) (Ganador)
  - Óscar Novillo Mozos (Voleibol)
  - Francisco Javier Alonso Sanz (Judo)
- Mejor Club Deportivo de la Provincia:
  - Club Voleibol Daya Nueva
  - Patín Alcodiam Salesiano (Ganador)
  - Judo Club Alicante
- Mejor Deportista con Discapacidad:
  - Javier Álvaro Ruiz (Fútbol para ciegos)
  - Santiago José Sanz Quinto (Atletismo) (Ganador)
  - Manuel Candela Jiménez (Tiro con arco)

- Mejor Deportista Masculino:
  - Francisco Martínez (Boxeo)

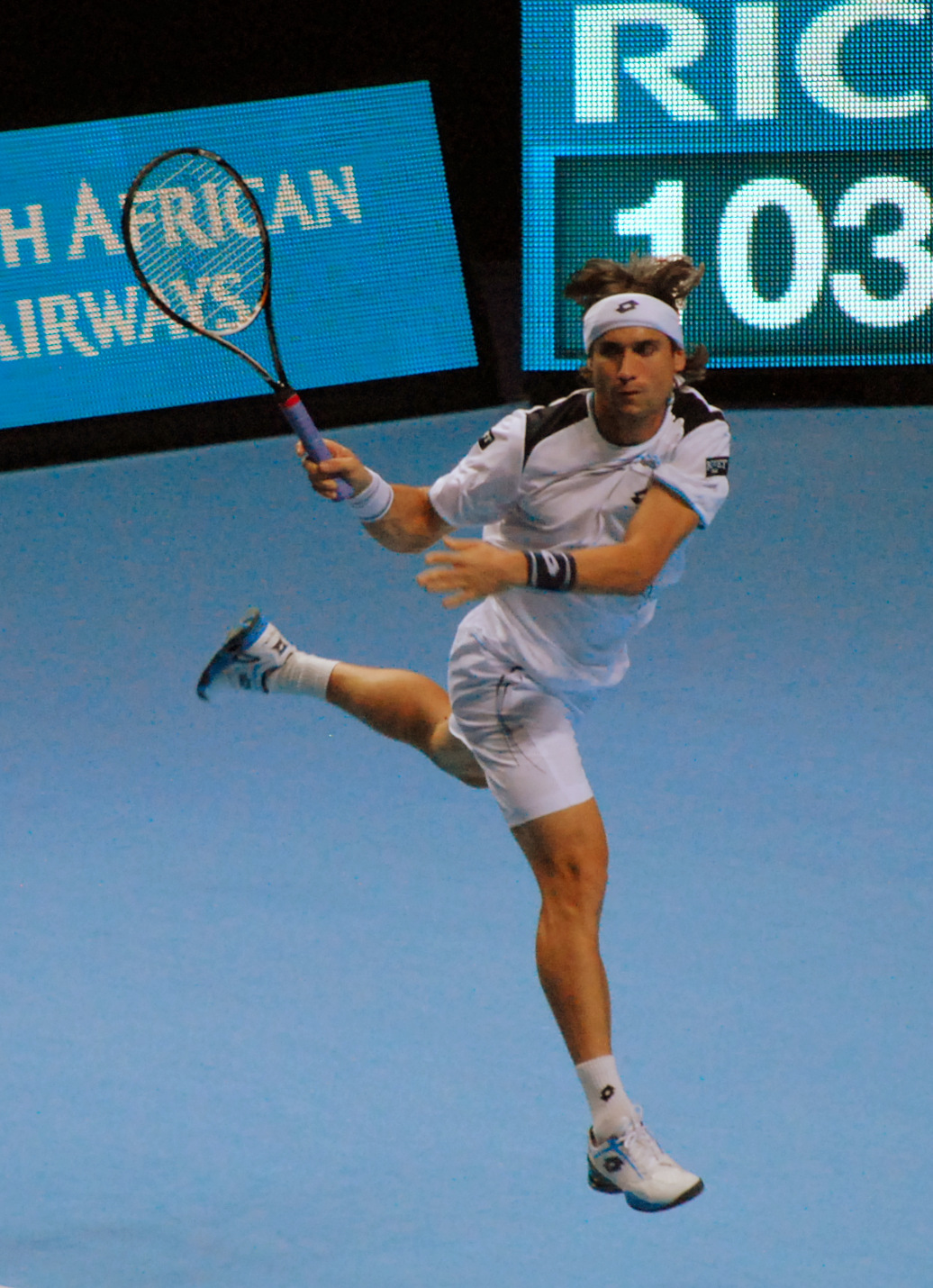
David Ferrer.

  - David Ferrer Ern (Tenis) (Ganador)
  - Juan Escarré Ureña (Hockey)
- Mejor Deportista Femenina:
  - Isabel Fernández Gutiérrez (Judo)
  - Asunción Limiñana Esplá (Vela) (Ganadora)
  - Jennifer Colino Guerra (Gimnasia rítmica)

2006
- Mejor Escuela Deportiva: 
  - Fundación Deportiva Municipal de Villena
  - Ayuntamiento de San Vicente del Raspeig
  - Patronato Municipal de Deportes de Alicante (Ganador)
- Mejor Club Deportivo Escolar:
  - Club Deportivo Agustinos Alicante
  - Club Deportivo Lope de Vega de Benidorm
  - Club Deportivo Santa Ana de Alcoy (Ganador)

- Mejor Deportista Promesa ("Premio Antonio Cutillas"): 
  - Eusebio Cáceres López (Atletismo)
  - Aarón Martínez Gimeno (Motociclismo)
  - María Teresa Torró Flor (Tenis) (Ganadora)
- Mejor Técnico Deportivo: 
  - José Miguel Iniesta Sevillano (Natación con aletas)
  - Mariano Martínez Gómez (Tenis)
  - José Francisco Nolasco Menargues (Balonmano) (Ganador)
- Mejor Club Deportivo de la Provincia: 
  - Club Atletismo Benacantil Puerto de Alicante (Ganador)
  - Club Bádminton Alicante
  - Club Balonmano Almoradí
- Mejor Deportista con Discapacidad: 
  - Antonio Andújar Arroyo (Atletismo)
  - Santiago José Sanz Quinto (Atletismo) (Ganador)
  - Manuel Candela Jiménez (Tiro con arco)

- Mejor Deportista Masculino:

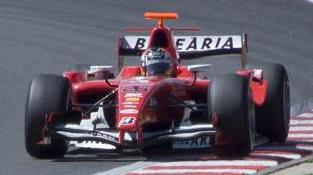
Adrián Vallés.

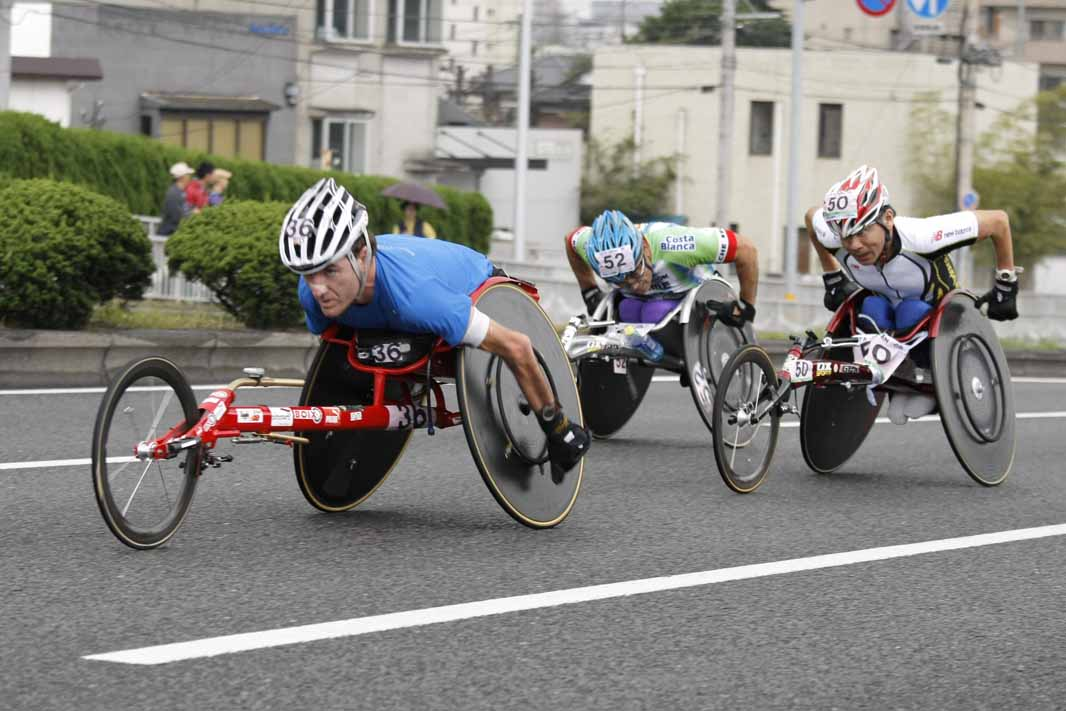
Santiago Sanz Quinto.

  - Isaac Botella Pérez de Landazábal (Gimnasia artística)
  - David Ferrer Ern (Tenis)
  - Adrián Vallés Escortell (Automovilismo) (Ganador)
- Mejor Deportista Femenina:
  - Raquel Micó Sánchez (Frontenis)
  - Asunción Limiñana Esplá (Vela) (Ganadora)
  - Laura Kim Kim (Taekwondo)

2007
- Mejor Escuela Deportiva: 
  - Asociación Pro Personas con Discapacidad de Aspe (Ganador)
  - Ayuntamiento de Onil
  - O.A.L. Patronato Municipal de Deporte de San Vicente del Raspeig
- Mejor Club Deportivo Escolar:
  - Club Deportivo Agustinos Alicante (Balonmano) (Ganador)
  - Club Deportivo Lope de Vega de Benidorm (Diversas modalidades)
  - Club Deportivo Santa Ana de Alcoy (Diversas modalidades)
- Mejor Deportista Promesa ("Premio Antonio Cutillas"): 
  - Eusebio Cáceres López (Atletismo) (Ganador)
  - Carolina García López (Frontenis)
  - Juan Miguel Gómez Gómez (Taekwondo)
- Mejor Técnico Deportivo: 
  - Francisco Javier Alonso Sanz (Judo)
  - Venancio Costa Monge (Voleibol) (Ganador)
  - Manuel Mateo March (Ciclismo)
- Mejor Club Deportivo de la Provincia:
  - Club Natación Babel Alicante (Ganador)
  - Club Voleibol Almoradí
  - Judo Club Alicante
- Mejor Deportista con Discapacidad: 
  - Manuel Candela Jiménez (Tiro con arco)
  - Noelia Perea Priego (Diversas modalidades)
  - Santiago José Sanz Quinto (Atletismo) (Ganador)

- Mejor Deportista Masculino:
  - Isaac Botella Pérez de Landazábal (Gimnasia artística)
  - José Luis Moltó Carbonell (Voleibol) (Ganador)
  - Iván Pastor Lafuente (Vela)
- Mejor Deportista Femenina:
  - Isabel Fernández Gutiérrez (Judo) (Ganadora)
  - Asunción Limiñana Esplá (Vela)
  - Eva María Naranjo Fernández (Kick boxing)[3]

2008
- Mejor Árbitro Deportivo:
  - Elena Chantal García López (Gimnasia rítmica) (Ganadora)
  - María Claudia Torres Martín (Atletismo)
  - Francisco José Zafra Guerra (Baloncesto)
- Mejor Club Deportivo Escolar:
  - Club Deportes Arnauda de Alcoy
  - Club Deportivo Lope de Vega de Benidorm
  - Club Esportiu Horta Major de Alcoy (Ganador)
- Mejor Deportista Promesa ("Premio Antonio Cutillas"): 
  - Antonio Carrero Rodríguez (Balonmano)
  - Francisco García Bordonado (Motociclismo)
  - Juan Miguel Gómez Gómez (Taekwondo) (Ganador)
- Mejor Técnico Deportivo: 
  - Julio Amoraga Abellán (Taekwondo)
  - Eduardo José Martín López (Kick boxing)
  - Diego Edgardo Mir García (Hockey sobre patines) (Ganador)
- Mejor Club Deportivo de la Provincia: 
  - Club Atletismo Benacantil Puerto de Alicante
  - Club Balonmano Femenino Elda
  - Villajoyosa Rugby Club (Ganador)
- Mejor Deportista con Discapacidad: 
  - Manuel Candela Jiménez (Tiro con arco) (Ganador)
  - Marta García Expósito (Natación)
  - Ignacio Gil Delgado (Natación)

- Mejor Deportista Masculino:

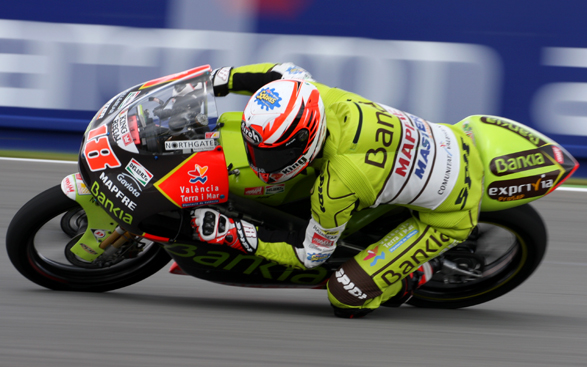
Nico Terol.

  - Nicolás Terol Peidro (Motociclismo) (Ganador)
  - Isaac Botella Pérez de Landazábal (Gimnasia artística)
  - Raúl Mesa Lite (Voleibol)
- Mejor Deportista Femenina:
  - Eva María Naranjo Fernández (Kick boxing)
  - Laura Kim Kim (Taekwondo) (Ganador)
  - Raquel Micó Sánchez (Frontenis)

2009
- Mejor Árbitro Deportivo: 
  - María Claudia Torres Martín (Atletismo) (Ganadora)
- Mejor Club Deportivo Escolar:
  - Club Deportivo Lope de Vega de Benidorm
  - Club Deportivo Santa Ana de Alcoy
  - Club de Fútbol Santo Domingo de Orihuela (Ganador)

- Mejor Deportista Promesa ("Premio Antonio Cutillas"): 
  - Néstor Abad Sanjuán (Gimnasia artística)
  - Albert Alcaraz Ivorra (Tenis) (Ganador)
  - Alejandra Quereda Flores (Gimnasia rítmica)
- Mejor Técnico Deportivo: 
  - Francisco Javier Alonso Sanz (Judo)
  - Cristina Blasco Lafarga (Judo) (Ganadora)
  - José Miguel Iniesta Sevillano (Natación con aletas)

- Mejor Club Deportivo de la Provincia: 
  - Club Balonmano Femenino Elda
  - Club Judo Miriam Blasco
  - Club Atletismo Benacantil Puerto de Alicante (Ganador)
- Mejor Deportista con Discapacidad: 
  - Marta Expósito García (Natación) (Ganadora)
  - Santiago José Sanz Quinto (Atletismo)
  - Sara Marín Fernández (Gimnasia rítmica)
- Mejor Deportista Masculino:
  - Isaac Botella Pérez de Landazábal (Gimnasia artística)
  - Juan Miguel Gómez Gómez (Taekwondo)
  - Nicolás Terol Peidro (Motociclismo) (Ganador)
- Mejor Deportista Femenina:
  - Laura Kim Kim (Taekwondo)
  - Eva María Naranjo Fernández (Kick boxing) (Ganador)
  - María del Mar Jover Pérez (Atletismo)

2010
- Mejor Árbitro Deportivo:
  - Francisco Javier Medina Ruiz (Atletismo)
  - Pancracia Sirvent Mut (Gimnasia rítmica) (Ganadora)
  - Francisco José Zafra Guerra (Baloncesto)
- Mejor Club Deportivo Escolar:
  - Club Deportivo Lope de Vega de Benidorm (Ganador)
  - Club Deportivo Santa Ana de Alcoy
- Mejor Deportista Promesa ("Premio Antonio Cutillas"): 
  - Néstor Abad Sanjuán (Gimnasia artística) (Ganador)
  - Jesús Caravaca Vilchez (Natación con aletas)
  - José Manuel Fernández Valor (Petanca)
- Mejor Técnico Deportivo: 
  - Francisco Javier Amado Pérez (Gimnasia)
  - Jesús Gil Poveda (Atletismo)
  - Carlos Montero Carretero (Judo) (Ganador)
- Mejor Club Deportivo de la Provincia:
  - Club Atletismo Benacantil Puerto de Alicante (Ganador)
  - Club Judo Miriam Blasco
  - Judo Club Alicante
- Mejor Deportista con Discapacidad:
  - Antonio Andújar Arroyo (Atletismo)
  - Ignacio Gil Delgado (Natación) (Ganador)
  - Santiago José Sanz Quinto (Atletismo)
- Mejor Deportista Masculino:
  - Isaac Botella Pérez de Landazábal (Gimnasia artística)
  - Eusebio Cáceres López (Atletismo) (Ganador)
  - Nicolás Terol Peidro (Motociclismo)
- Mejor Deportista Femenina:
  - María Bernabeu Avomo (Judo)
  - Eva María Naranjo Fernández (Kick boxing) (Ganador)
  - María Teresa Torró Flor (Tenis)

2011
- Mejor Árbitro Deportivo: 
  - Juan Bautista Lanuza Alonso (Balonmano) (Ganador)
- Mejor Deportista Promesa ("Premio Antonio Cutillas"): 
  - Carolina Bonmatí Fuertes (Atletismo)
  - David Braceras Martínez (Motocross)
  - Carlos Rivera Gomis (Natación) (Ganador)
- Mejor Técnico Deportivo: 
  - Arturo Ruiz López (Bádminton) (Ganador)
  - Venancio Costa Monge (Voleibol)
  - Daniel Valero Tuinenburg (Tenis de mesa)
- Mejor Club Deportivo de la Provincia: 
  - Club Atletismo Benacantil Puerto de Alicante
  - Club Balonmano Femenino Mar Alicante (Ganador)
  - Villajoyosa Rugby Club
- Mejor Deportista con Discapacidad: 
  - Antonio Andújar Arroyo (Atletismo)
  - Ignacio Gil Delgado (Natación) (Ganador)
  - Luis Francisco Paredes Marcos (Natación)

- Mejor Deportista Masculino:
  - David Ferrer Ern (Tenis)
  - Miguel Ángel Fuster Martínez (Automovilismo)
  - Nicolás Terol Peidro (Motociclismo) (Ganador)
- Mejor Deportista Femenina:
  - Isabel Fernández Gutiérrez (Judo)
  - Laura Kim Kim (Taekwondo) (Ganador)
  - Silvia Soler Espinosa (Tenis)

2012
- Mejor Deportista Promesa ("Premio Antonio Cutillas"):
  - Irene Miras Leung (Vela) (Ganador)
  - Alejandro Martínez Chorro (Ciclismo)
  - Carlos Sánchez Juan (Atletismo)
- Mejor Técnico Deportivo: 
  - Enrique Fernández García de Andoin (Vela)
  - Daniel Valero Tuinenburg (Tenis de mesa)
  - Arturo Ruiz López (Bádminton) (Ganador)
- Mejor Club Deportivo de la Provincia: 
  - Club Balonmano Elche
  - Club Deportivo Algar (Discapacitados) (Ganador)
  - Club Atletismo Benacantil Puerto de Alicante
- Mejor Deportista con Discapacidad:
  - Sara Marín Fernández (Gimnasia rítmica) (Ganador)
  - Luis Francisco Paredes Marcos (Natación)
- Mejor Deportista Masculino:
  - Gedeón Guardiola Villaplana (Balonmano)
  - Isaías Guardiola Villaplana (Balonmano) (Ganador)
  - Miguel Ángel Fuster Martínez (Automovilismo)
- Mejor Deportista Femenina:
  - María del Mar Jover Pérez (Atletismo) (Ganadora)
  - Teresa Caballer Hernani (Golf)
  - Vanessa Amorós Quiles (Balonmano)[4][5]

2013
- Mejor Deportista Promesa ("Premio Antonio Cutillas"):
  - Paula Lissorgues Egea (Vela)
  - Sara Pérez Caballero (Remo)
  - David Braceras Martínez (Motociclismo) (Ganador)
- Mejor Técnico Deportivo: 
  - Jesús Gil Poveda (Atletismo / Orientación)
  - Daniel Valero Tuinenburg (Tenis de mesa) (Ganador)
- Mejor Club Deportivo de la Provincia: 
  - Club Balonmano Elche (Ganador)
  - Club Alicante Tenis de Mesa
  - Centre Esportiu Colivenc

- Mejor Deportista con Discapacidad:
  - Ignacio Gil Delgado (Natación) (Ganador)
  - Antonio Andújar Arroyo (Atletismo)
  - Sara Marín Fernández (Gimnasia rítmica)
- Mejor Deportista Masculino:
  - Gedeón Guardiola Villaplana (Balonmano)
  - Eusebio Cáceres López (Atletismo)
  - Francisco "Kiko" Martínez Sánchez (Boxeo) (Ganador)
- Mejor Deportista Femenina:
  - Laura Kim Kim (Taekwondo)
  - Alejandra Quereda Flores (Gimnasia rítmica) (Ganadora)
  - María Isabel Puche Palao (Judo)[6][7]

2014
- Mención Especial:
  - Club Balonmano Benidorm (Ganador)
- Mejor Deportista Promesa ("Premio Antonio Cutillas"):
  - Irene Miras Leung (Vela)
  - Nicola Kuhn (Tenis) (Ganador)
  - David Braceras Martínez (Motociclismo)
- Mejor Técnico Deportivo: 
  - Bienvenida "Titi" Alberola Garvi (Gimnasia rítmica para discapacitados)
  - Daniel Valero Tuinenburg (Tenis de mesa)
  - Fernando Latorre Gomis (Balonmano) (Ganador)
- Mejor Club Deportivo de la Provincia: 
  - Real Club de Regatas de Alicante (Vela / Remo)
  - Club Alicante Tenis de Mesa (Ganador)
  - Club Deportivo Furyo de Alicante (Taekwondo)

- Mejor Deportista con Discapacidad:
  - Ignacio Gil Delgado (Natación)
  - Urko Carmona Barandiaran (Montañismo) (Ganador)
  - Santiago José Sanz Quinto (Atletismo)
- Mejor Deportista Masculino:
  - Gedeón Guardiola Villaplana (Balonmano)
  - Fernando Ramos Arques (Atletismo)
  - Julio Alberto Amores Palacios (Ciclismo) (Ganador)
- Mejor Deportista Femenina:
  - Laura Kim Kim (Taekwondo)
  - Alejandra Quereda Flores (Gimnasia rítmica) (Ganadora)
  - Paula Soria Gutiérrez (Vóley playa)[8][9][10]

2015
- Mejor Deportista Promesa ("Premio Antonio Cutillas"):
  - Thomas Artigas Covacevich (Golf) (Ganador)
  - Claudia Heredia Simón (Gimnasia rítmica)
  - Paula Lissorgues Egea (Vela)
- Mejor Técnico Deportivo: 
  - Bienvenida "Titi" Alberola Garvi (Gimnasia rítmica para discapacitados) (Ganadora)
  - José Manuel Canals (Balonmano)
  - Daniel Valero Tuinenburg (Tenis de mesa)
- Mejor Club Deportivo de la Provincia: 
  - CF Sporting Plaza de Argel (Fútbol femenino)
  - Club Alicante Tenis de Mesa
  - Club Atlético Montemar (Varias disciplinas) (Ganador)

- Mejor Deportista con Discapacidad:
  - Iván José Cano Blanco (Atletismo) (Ganador)
  - Urko Carmona Barandiaran (Montañismo)
  - Ignacio Gil Delgado (Natación)
- Mejor Deportista Masculino:
  - Julio Alberto Amores Palacios (Ciclismo) (Ganador)
  - Rubén Plaza Molina (Ciclismo)
  - Jorge Ureña Andreu (Atletismo)
- Mejor Deportista Femenina:
  - Lara González Ortega (Balonmano)
  - Alejandra Quereda Flores (Gimnasia rítmica) (Ganadora)
  - Paula Soria Gutiérrez (Vóley playa)[11][12]

2016
- Mención Especial:
  - Automóvil Club de Alicante (Ganador)
- Mejor Deportista Promesa ("Premio Antonio Cutillas"):
  - Thomas Artigas Covacevich (Golf) (Ganador)
  - Daniel Holgado Miralles (Motociclismo)
  - Alba Ibáñez Ribera (Baloncesto)
- Mejor Técnico Deportivo: 
  - Lionel Jiménez Vennegues (Remo)
  - Llorenç Solbes Ponsoda (Atletismo) (Ganador)
  - Daniel Valero Tuinenburg (Tenis de mesa)
- Mejor Club Deportivo de la Provincia: 
  - Real Club de Regatas de Alicante (Vela / Remo)
  - Club Alicante Tenis de Mesa Club Tenis de Mesa Unasyr Alicante
  - Judo Club Alicante (Ganador)

- Mejor Deportista con Discapacidad:
  - José Luis Giera Tejuelo (Fútbol)
  - Ignacio Gil Delgado (Natación)
  - Sara Luna Santana (Triatlón) (Ganadora)
- Mejor Deportista Masculino:
  - Néstor Abad Sanjuán (Gimnasia artística) (Ganador)
  - Daniel Andújar Ponce (Atletismo)
  - Javier Mario Carrión Llorens (Rugby)
- Mejor Deportista Femenina
  - Liliana Fernández Steiner (Vóley playa)
  - Lara González Ortega (Balonmano)
  - Alejandra Quereda Flores (Gimnasia rítmica) (Ganadora)[13]

## Palmarés 2017 - actualidad

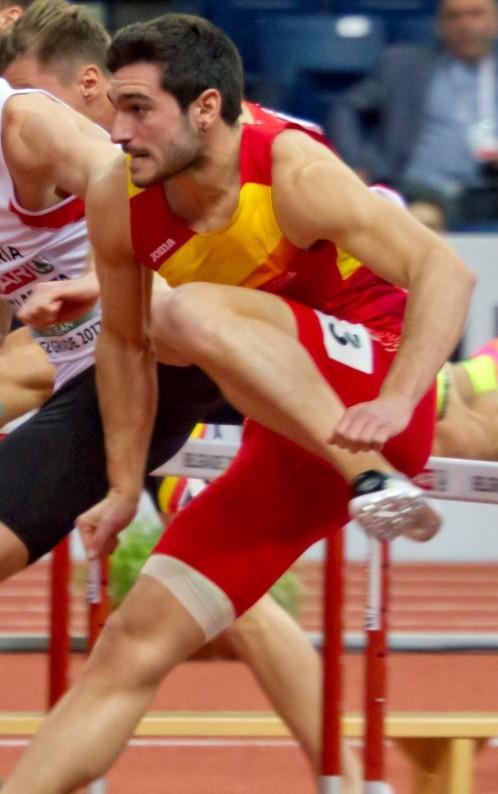
Jorge Ureña.

A partir de este año se cambia el formato de los premios, eliminando la figura de finalista y comunicando únicamente el ganador de cada categoría.
2017
- Mención Especial: Francisco Praes (Balonmano) y los cinco pelotaris alicantinos que forman parte de la Selección de Pelota Valenciana
- Mejor Deportista Promesa ("Premio Antonio Cutillas"): Vanesa Danko (Tenis)
- Mejor Técnico Deportivo: José Ignacio Prades Pons (Balonmano)
- Mejor Club Deportivo de la Provincia: Club Deportivo Agustinos Alicante
- Mejor Deportista con Discapacidad: Luis Francisco Paredes Marcos (Natación)
- Mejor Deportista Masculino: Jorge Ureña Andreu (Atletismo)
- Mejor Deportista Femenina: María Bernabéu Avomo (Judo)[15]